# Ибн Абу Зейд аль-Кайрувани
Абу́ Муха́ммад ‘Абдулла́х ибн Абу́ Зейд аль-Кайрува́ни, известный как Ибн Абу Зейд аль-Кайрувани (араб. ابن أبي زيد القيرواني‎; 922, Кайруан, совр. Тунис — 996, там же) — глава маликитов в Кайруане. Имел звание «Малик-младший».

## Биография
Происходил из семьи Нафзавы и учился в Кайруане, где его знания, литературный талант, его благочестие и богатство очень скоро помогли ему заработать значительный авторитет во всем мусульманском мире. Он попал под влияние аш’аризма, который в то время был доминирующим течением в Кайраване, а также мистицизма, против чьих излишеств, и особенно в отношении чудотворчества, он боролся. Издавая многочисленные фетвы и редактируя многочисленные произведения, он упорядочил, систематизировал и прежде всего распространил маликитский мазхаб среди людей. Окончательный разрыв между Зиридами и Фатимидами при аль-Музизе ибн Бадисе объясняется в первую очередь деятельностью аль-Кайрувани, а также его учеников. Наиболее известным учеником аль-Кайрувани был аш-Шабиси.
Многие работы Ибн Абу Зейда включают многочисленные послания. Среди сохранившихся работ — сводка исламских догм и ритуальных обрядов, аль-Акида ав джумля мухтасара мин ваджиб умур аль-дияна, касида о воскресении, поэма в честь Мухаммеда, сборник хадисов. Его знаменитая Рисаля, которую он составил по просьбе благочестивого ас-Сабаи (ум. 966) в 938 году, до восстания Абу Язида, посвящена его двоюродному брату Мухризу ибн Халяфу (ум. 1022), который впоследствии под именем Сиди Махрез стал покровителем Туниса. В Рисале была описана маликитская акида. Этот краткий обзор маликизма является предметом непрерывного изучения и комментария. Он был опубликован несколько раз в Каире. Основной работой аль-Кайрувани, в которой суммированы его знания, была Китаб ан-Навадир ва-ль-зиядат ‘аля-ль-Мудаввана. Его Мухтасар книги Мудаввана поначалу был очень почитаем, но вскоре её слава был затенена книгой аль-Баради’и. По мнению аль-Абхари, Ибн Абу Зейд занимает высшее место среди маликитов.
Он был похоронен в собственном доме, и его мавзолей, который очень скоро стал местом паломничества, существует до сегодняшних дней. Его сын, Абу Бакр Ахмад, был назначен судьёй (кади) Кайравана в 1043 аль-Муиззом ибн Бадисом, которому в результате интриг вскоре пришлось отозвать своё назначение.